# Asenovo (Veliko Tărnovo)
Asenovo (bulgariska: Асеново) är ett distrikt i Bulgarien. Det ligger i kommunen Obsjtina Strazjitsa och regionen Veliko Tărnovo, i den centrala delen av landet, 230 kilometer öster om huvudstaden Sofia.